# Manuel de Pineda de las Infantas y Escalera
Manuel María de Pineda de las Infantas y Escalera (Baena, 11 de abril de 1812 - ?, 1887) fue un jurista español que ocupó la presidencia del consejo de Órdenes.

## Biografía
Hijo de Diego de Pineda de las Infantas Alcalde y de María del Pilar de la Escalera Ruiz. Estuvo casado con Teresa de Cepeda y alcalde, su prima, a quien Pío IX concedió título de condesa de Cepeda, por su bula de 16 de febrero de 1877, el cual fue convertido en título del reino por real cédula de Alfonso XII de 17 de marzo de 1883, con la denominación de condesa de Santa Teresa.
Era magistrado de la audiencia de Canarias cuando recibió el título de caballero de la orden de Santiago en 1852. Además fue caballero de san Juan de Jerusalén (Malta), maestrante de la Real de Granada y gran cruz de Isabel la Católica. En 1875 fue nombrado presidente de la Audiencia de Zaragoza, y al año siguiente pasó a presidir el consejo de las Órdenes militares como decano del Tribunal metropolitano. Ocupó este cargo hasta que se jubiló en 1882. Falleció en 1887.